# Дискография The White Stripes
Дискография американского гаражного блюз-рок-дуэта The White Stripes включает в себя шесть студийных альбомов, четыре концертных альбома, один мини-альбом, четыре видеоальбома и тридцать один сингл.
Первый же студийный альбом The White Stripes принёс им популярность в среде детройтских исполнителей гаражного рока, но не был замечен международными музыкальными критиками. На втором альбоме, записанном на восьми-трековую магнитную ленту, дуэт сформировал собственный музыкальный стиль, основанный на жёстких риффах слайд-гитары Джека и незамысловатых ударных партиях Мэг. Третья пластинка группы наконец принесла ей признание критиков и коммерческий успех, а также звание «величайшей панк-группы со времён Sex Pistols».
Четвёртая запись, содержащая самый разножанровый материал, от принципиального блюза и мягкого кантри до лирического фолка и тёмного пост-панка, считается наиболее удачной работой The White Stripes. Она получила единодушное одобрение критиков и заняла престижные места в списках «лучших альбомов всех времён», а ключевой сингл диска — «Seven Nation Army» — получил премию «Грэмми» в категории «Лучшая рок-песня». Пятый альбом вышел непонятным для многих слушателей, но это не помешало ему стать коммерческим хитом. Шестая пластинка, абсолютная классика гаражного панк-блюза The White Stripes, неожиданно стала последней. По обоюдному согласию Уайтов, дуэт прекратил свою деятельность, находясь на вершине своих творческих возможностей, с тем чтобы поклонники запомнили The White Stripes как особенную группу.
Записи The White Stripes заняли лидирующие места в хит-парадах ряда стран и были сертифицированы золотыми и платиновыми дисками. Подробнее об этом можно узнать ниже.
| Сокращения названий стран (по стандарту ISO 3166-1) | Сокращения названий стран (по стандарту ISO 3166-1)                                                                        | |
| --- | --- | --- |
| \| - AU — Австралия - AT — Австрия - BE — Бельгия - GB — Великобритания - DE — Германия - GR — Греция - DK — Дания \| - EU — Европейский союз - IE — Ирландия - ES — Испания - IT — Италия - CA — Канада - NL — Нидерланды - NZ — Новая Зеландия \| - NO — Норвегия - US — Соединённые Штаты Америки - FI — Финляндия - FR — Франция - CH — Швейцария - SE — Швеция - JP — Япония \| | | |
| - AU — Австралия - AT — Австрия - BE — Бельгия - GB — Великобритания - DE — Германия - GR — Греция - DK — Дания | - EU — Европейский союз - IE — Ирландия - ES — Испания - IT — Италия - CA — Канада - NL — Нидерланды - NZ — Новая Зеландия | - NO — Норвегия - US — Соединённые Штаты Америки - FI — Финляндия - FR — Франция - CH — Швейцария - SE — Швеция - JP — Япония |

## Студийные альбомы
| Год                                                                        | Альбом | Позиция в чартах | Позиция в чартах | Позиция в чартах | Позиция в чартах | Позиция в чартах | Позиция в чартах | Позиция в чартах | Позиция в чартах | Позиция в чартах | Позиция в чартах | Позиция в чартах | Позиция в чартах | Позиция в чартах | Позиция в чартах | Позиция в чартах | Позиция в чартах | Позиция в чартах | Позиция в чартах | Позиция в чартах | Сертификации                                                                                 |
| Год                                                                        | Альбом | GB               | AU               | AT               | BE               | DE               | DK               | IE               | ES               | IT               | CA               | NL               | NZ               | NO               | FI               | FR               | CH               | SE               | JP               | US               | Сертификации                                                                                 |
| -------------------------------------------------------------------------- | --- | ---------------- | ---------------- | ---------------- | ---------------- | ---------------- | ---------------- | ---------------- | ---------------- | ---------------- | ---------------- | ---------------- | ---------------- | ---------------- | ---------------- | ---------------- | ---------------- | ---------------- | ---------------- | ---------------- | -------------------------------------------------------------------------------------------- |
| 1999                                                                       | The White Stripes - Дата выхода: 15 июня 1999 года - Лейбл: Sympathy for the Record Industry - Форматы: CD, LP | 142              | —                | —                | —                | —                | —                | —                | —                | —                | —                | —                | —                | —                | —                | 159              | —                | —                | —                | —                |                                                                                              |
| 2000                                                                       | De Stijl - Дата выхода: 20 июня 2000 года - Лейбл: Sympathy for the Record Industry - Форматы: CD, LP          | 137              | —                | —                | —                | —                | —                | —                | —                | —                | —                | —                | —                | —                | —                | 164              | —                | —                | —                | —                |                                                                                              |
| 2001                                                                       | White Blood Cells - Дата выхода: 3 июля 2001 года - Лейбл: Sympathy for the Record Industry - Форматы: CD, LP  | 55               | 36               | —                | —                | —                | —                | 36               | —                | —                | —                | —                | —                | 28               | —                | 114              | —                | 53               | —                | 61               | AU: Золотой GB: Золотой CA: Золотой US: Платиновый                                           |
| 2003                                                                       | Elephant - Дата выхода: 1 апреля 2003 года - Лейбл: V2 Records - Форматы: CD, LP                               | 1                | 4                | 39               | 11               | 27               | 35               | 3                | 36               | —                | 5                | 24               | 6                | 3                | 19               | 27               | 29               | 7                | 53               | 6                | AU: 2×платиновый GB: 2×платиновый DE: Золотой EU: Платиновый CA: 2×платиновый US: Платиновый |
| 2005                                                                       | Get Behind Me Satan - Дата выхода: 7 июня 2005 года - Лейбл: V2 Records - Форматы: CD, LP                      | 3                | 3                | 12               | 3                | 5                | 12               | 3                | 19               | 15               | 3                | 13               | 3                | 3                | 13               | 7                | 8                | 8                | 8                | 3                | AU: Платиновый GB: Платиновый CA: Платиновый                                                 |
| 2007                                                                       | Icky Thump - Дата выхода: 15 июня 2007 года - Лейбл: Third Man Records - Форматы: CD, LP, DD, USB              | 1                | 3                | 5                | 2                | 4                | 8                | 5                | 84               | 9                | 2                | 8                | 2                | 4                | 5                | 9                | 5                | 9                | 6                | 2                | AU: Золотой GB: Золотой CA: Платиновый US: Золотой                                           |
| Знак «—» означает, что альбом не попал в чарт или не был выпущен в стране. | |                  |                  |                  |                  |                  |                  |                  |                  |                  |                  |                  |                  |                  |                  |                  |                  |                  |                  |                  |                                                                                              |

## Концертные альбомы
| Год                                                                        | Альбом | Позиция в чартах | Позиция в чартах | Позиция в чартах | Позиция в чартах | Позиция в чартах | Позиция в чартах | Позиция в чартах | Позиция в чартах | Позиция в чартах | Позиция в чартах | Позиция в чартах | Позиция в чартах | Позиция в чартах | Позиция в чартах | Позиция в чартах | Позиция в чартах | Позиция в чартах |
| Год                                                                        | Альбом | GB               | AU               | AT               | BE               | DE               | GR               | IE               | ES               | CA               | NL               | NZ               | NO               | FR               | CH               | SE               | JP               | US               |
| -------------------------------------------------------------------------- | --- | ---------------- | ---------------- | ---------------- | ---------------- | ---------------- | ---------------- | ---------------- | ---------------- | ---------------- | ---------------- | ---------------- | ---------------- | ---------------- | ---------------- | ---------------- | ---------------- | ---------------- |
| 2010                                                                       | Under Great White Northern Lights - Дата выхода: 15 марта 2010 года - Лейбл: V2 Records - Форматы: CD, LP, DD  | 25               | 33               | 19               | 30               | 41               | 3                | 48               | 84               | 4                | 54               | 8                | 23               | 54               | 27               | 47               | 51               | 11               |
| 2011                                                                       | Under Great Northern Lights B-Shows - Дата выхода: 1 января 2011 года - Лейбл: Third Man Records - Форматы: LP | —                | —                | —                | —                | —                | —                | —                | —                | —                | —                | —                | —                | —                | —                | —                | —                | —                |
| 2011                                                                       | Live in Mississippi - Дата выхода: 15 июля 2011 года - Лейбл: Third Man Records - Форматы: LP                  | —                | —                | —                | —                | —                | —                | —                | —                | —                | —                | —                | —                | —                | —                | —                | —                | —                |
| 2012                                                                       | Live At The Gold Dollar - Дата выхода: 25 сентября 2012 года - Лейбл: Third Man Records - Форматы: LP          | —                | —                | —                | —                | —                | —                | —                | —                | —                | —                | —                | —                | —                | —                | —                | —                | —                |
| Знак «—» означает, что альбом не попал в чарт или не был выпущен в стране. | |                  |                  |                  |                  |                  |                  |                  |                  |                  |                  |                  |                  |                  |                  |                  |                  |                  |

1. 1 2 3  Распространяются через интернет-магазин Third Man Records, только для членов клуба Vault

## Мини-альбомы
| Год  | Альбом                                                                                    | Чарт   |
| ---- | ----------------------------------------------------------------------------------------- | ------ |
| 2005 | Walking with a Ghost - Дата выхода: 6 декабря 2005 года - Лейбл: V2 Records - Форматы: CD | GB 138 |

## Синглы
| Год                                                                       | Сингл                                                      | Позиция в чартах | Позиция в чартах | Позиция в чартах | Позиция в чартах | Позиция в чартах | Позиция в чартах | Позиция в чартах | Позиция в чартах | Позиция в чартах | Позиция в чартах | Позиция в чартах | Позиция в чартах | Позиция в чартах | Позиция в чартах | Позиция в чартах | Альбом                        |
| Год                                                                       | Сингл                                                      | UK               | AU               | AT               | BE               | DE               | DK               | IE               | IT               | NL               | NZ               | NO               | FR               | CH               | SE               | US               | Альбом                        |
| ------------------------------------------------------------------------- | ---------------------------------------------------------- | ---------------- | ---------------- | ---------------- | ---------------- | ---------------- | ---------------- | ---------------- | ---------------- | ---------------- | ---------------- | ---------------- | ---------------- | ---------------- | ---------------- | ---------------- | ----------------------------- |
| 1998                                                                      | «Let’s Shake Hands»                                        | —                | —                | —                | —                | —                | —                | —                | —                | —                | —                | —                | —                | —                | —                | —                | Неальбомные синглы            |
| 1998                                                                      | «Lafayette Blues»                                          | —                | —                | —                | —                | —                | —                | —                | —                | —                | —                | —                | —                | —                | —                | —                | Неальбомные синглы            |
| 1999                                                                      | «The Big Three Killed My Baby»                             | —                | —                | —                | —                | —                | —                | —                | —                | —                | —                | —                | —                | —                | —                | —                | The White Stripes             |
| 1999                                                                      | «Hand Springs»                                             | —                | —                | —                | —                | —                | —                | —                | —                | —                | —                | —                | —                | —                | —                | —                | Неальбомный сингл             |
| 2000                                                                      | «Hello Operator»                                           | —                | —                | —                | —                | —                | —                | —                | —                | —                | —                | —                | —                | —                | —                | —                | De Stijl                      |
| 2000                                                                      | «Lord, Send Me an Angel»                                   | —                | —                | —                | —                | —                | —                | —                | —                | —                | —                | —                | —                | —                | —                | —                | Неальбомные синглы            |
| 2000                                                                      | «Party of Special Things to Do»                            | —                | —                | —                | —                | —                | —                | —                | —                | —                | —                | —                | —                | —                | —                | —                | Неальбомные синглы            |
| 2001                                                                      | «Hotel Yorba»                                              | 26               | —                | —                | —                | —                | —                | —                | —                | 88               | —                | —                | —                | —                | —                | —                | White Blood Cells             |
| 2002                                                                      | «Fell in Love with a Girl»                                 | 21               | —                | —                | —                | —                | —                | —                | —                | —                | —                | —                | —                | —                | —                | —                | White Blood Cells             |
| 2002                                                                      | «Dead Leaves and the Dirty Ground»                         | 25               | —                | —                | —                | —                | —                | —                | —                | —                | —                | —                | —                | —                | —                | —                | White Blood Cells             |
| 2002                                                                      | «We’re Going to Be Friends»                                | —                | —                | —                | —                | —                | —                | —                | —                | —                | —                | —                | —                | —                | —                | —                | White Blood Cells             |
| 2002                                                                      | «Red Death at 6:14»                                        | —                | —                | —                | —                | —                | —                | —                | —                | —                | —                | —                | —                | —                | —                | —                | Sympathetic Sounds of Detroit |
| 2002                                                                      | «Candy Cane Children»                                      | —                | —                | —                | —                | —                | —                | —                | —                | —                | —                | —                | —                | —                | —                | —                | Surprise Package Volume 2     |
| 2003                                                                      | «Seven Nation Army»                                        | 7                | 17               | 18               | —                | 4                | —                | 22               | 3                | 42               | —                | —                | 131              | 3                | —                | 76               | Elephant                      |
| 2003                                                                      | «I Just Don’t Know What to Do with Myself»                 | 13               | —                | —                | —                | —                | —                | —                | —                | 92               | 34               | —                | —                | —                | —                | —                | Elephant                      |
| 2003                                                                      | «The Hardest Button to Button»                             | 23               | —                | —                | —                | —                | —                | 42               | —                | 90               | —                | —                | —                | —                | —                | —                | Elephant                      |
| 2004                                                                      | «There’s No Home for You Here»                             | —                | —                | —                | —                | —                | —                | —                | —                | —                | —                | —                | —                | —                | —                | —                | Elephant                      |
| 2004                                                                      | «Jolene»                                                   | 16               | —                | —                | 28               | —                | —                | 42               | —                | —                | —                | 12               | —                | —                | 55               | —                | Under Blackpool Lights        |
| 2005                                                                      | «Blue Orchid»                                              | 9                | —                | —                | —                | —                | 20               | 26               | —                | 81               | —                | 18               | 67               | —                | 55               | 43               | Get Behind Me Satan           |
| 2005                                                                      | «My Doorbell»                                              | 10               | —                | —                | —                | —                | —                | 39               | —                | 79               | 8                | —                | —                | —                | —                | —                | Get Behind Me Satan           |
| 2005                                                                      | «The Denial Twist»                                         | 10               | —                | —                | —                | —                | 14               | 29               | —                | —                | —                | —                | —                | —                | —                | —                | Get Behind Me Satan           |
| 2005                                                                      | «Top Special»                                              | —                | —                | —                | —                | —                | —                | —                | —                | —                | —                | —                | —                | —                | —                | —                | Неальбомный сингл             |
| 2007                                                                      | «Icky Thump»                                               | 2                | 46               | 60               | 49               | —                | 4                | 21               | —                | —                | —                | —                | 83               | —                | —                | 26               | Icky Thump                    |
| 2007                                                                      | «Rag and Bone»                                             | —                | —                | —                | —                | —                | —                | —                | —                | —                | —                | —                | —                | —                | —                | —                | Icky Thump                    |
| 2007                                                                      | «You Don’t Know What Love Is (You Just Do as You’re Told)» | 18               | —                | —                | —                | —                | —                | —                | —                | —                | —                | —                | —                | —                | —                | —                | Icky Thump                    |
| 2007                                                                      | «Conquest»                                                 | 30               | —                | —                | —                | —                | —                | —                | —                | —                | —                | —                | 100              | —                | —                | —                | Icky Thump                    |
| 2008                                                                      | «Conquista»                                                | —                | —                | —                | —                | —                | —                | —                | —                | —                | —                | —                | —                | —                | —                | —                | Неальбомные синглы            |
| 2011                                                                      | «Signed D.C.»                                              | —                | —                | —                | —                | —                | —                | —                | —                | —                | —                | —                | —                | —                | —                | —                | Неальбомные синглы            |
| 2012                                                                      | «Dead Leaves»                                              | —                | —                | —                | —                | —                | —                | —                | —                | —                | —                | —                | —                | —                | —                | —                | Неальбомные синглы            |
| Знак «—» означает, что сингл не попал в чарт или не был выпущен в стране. |                                                            |                  |                  |                  |                  |                  |                  |                  |                  |                  |                  |                  |                  |                  |                  |                  |                               |

1. ↑  Получил статус золотого в  DE[34]
2. ↑  Получил статус золотого в  US[32]
3. 1 2  Распространяются через интернет-магазин Third Man Records, только для членов клуба Vault

## Видеоальбомы
| Год  | Альбом | Сертификации |
| ---- | --- | ------------ |
| 2004 | Under Blackpool Lights - Дата выхода: 7 декабря 2004 года - Лейбл: Third Man Records - Форматы: DVD              |              |
| 2010 | Under Great White Northern Lights - Дата выхода: 15 марта 2010 года - Лейбл: V2 Records - Форматы: DVD, BD       | US: Золотой  |
| 2012 | Under Moorhead Lights All Fargo Night - Дата выхода: 13 июля 2012 года - Лейбл: Third Man Records - Форматы: DVD |              |
| 2012 | Under New Zealand Lights - Дата выхода: 9 апреля 2012 года - Лейбл: Third Man Records - Форматы: DVD             |              |

1. 1 2  Распространяются через интернет-магазин Third Man Records,
только для членов клуба Vault

## Видеоклипы
| Год  | Видео                                                      | Режиссёр                        |
| ---- | ---------------------------------------------------------- | ------------------------------- |
| 2001 | «Hotel Yorba»                                              | Энтони Эрнест Гарт и Дэн Миллер |
| 2002 | «We’re Going to Be Friends»                                | Кевин Каррико                   |
| 2002 | «Fell in Love with a Girl»                                 | Мишель Гондри                   |
| 2002 | «Dead Leaves and the Dirty Ground»                         | Мишель Гондри                   |
| 2003 | «Seven Nation Army»                                        | Алекс и Мартин                  |
| 2003 | «I Just Don’t Know What to Do with Myself»                 | София Коппола                   |
| 2003 | «The Hardest Button to Button»                             | Мишель Гондри                   |
| 2004 | «Jolene» (live)                                            | Дик Кэрратерс                   |
| 2005 | «Blue Orchid»                                              | Флория Сигизмонди               |
| 2005 | «My Doorbell»                                              | Эмметт и Брэндон Маллой         |
| 2005 | «The Denial Twist»                                         | Мишель Гондри                   |
| 2007 | «Icky Thump»                                               | Эмметт и Брэндон Маллой         |
| 2007 | «You Don’t Know What Love Is (You Just Do as You’re Told)» | Эмметт и Брэндон Маллой         |
| 2007 | «Conquest»                                                 | Дайан Мартел                    |
| 2010 | «Icky Thump» (live)                                        | Эмметт Маллой                   |

## Промоиздания
| Год  | Название                                                                                       |
| ---- | ---------------------------------------------------------------------------------------------- |
| 2002 | The White Stripes DVD - Дата выхода: точная дата неизвестна - Лейбл: V2 Records - Форматы: DVD |
| 2003 | Live In Las Vegas - Дата выхода: 20 сентября 2003 года - Лейбл: V2 Records - Форматы: LP       |